# Scales Mound
Scales Mound es una villa ubicada en el condado de Jo Daviess en el estado estadounidense de Illinois. En el Censo de 2010 tenía una población de 376 habitantes y una densidad poblacional de 636,73 personas por km².

## Geografía
Scales Mound se encuentra ubicada en las coordenadas 42°28′39″N 90°15′4″O / 42.47750, -90.25111. Según la Oficina del Censo de los Estados Unidos, Scales Mound tiene una superficie total de 0.59 km², de la cual 0,59 km² corresponden a tierra firme y (0 %) 0 km² es agua.

## Demografía
Según el censo de 2010, había 376 personas residiendo en Scales Mound. La densidad de población era de 636,73 hab./km². De los 376 habitantes, Scales Mound estaba compuesto por el 98,14 % blancos, el 0,27 % eran asiáticos, el 0,27 % eran de otras razas y el 1,33 % eran de una mezcla de razas. Del total de la población el 1,06 % eran hispanos o latinos de cualquier raza.